# Miotacz ognia wzór K

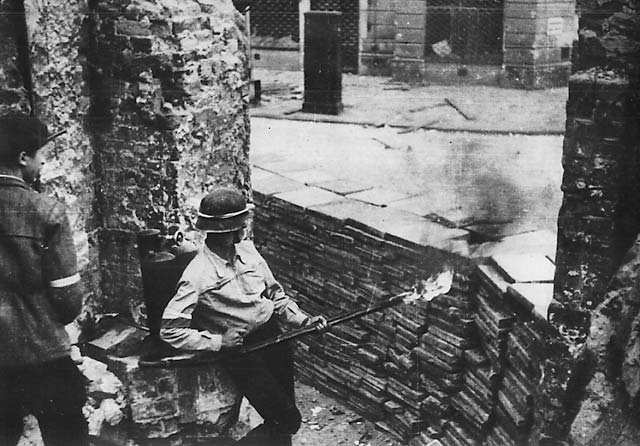
Powstańcy z batalionu „Kiliński” na barykadzie w okolicy PAST-y przy ulicy Zielnej 37/39 z miotaczem ognia wzór K

Miotacz ognia wzór K – plecakowy miotacz ognia produkowany podczas II wojny światowej, w okupowanej Polsce, w warsztatach Armii Krajowej.
W 1942 roku Komenda Główna Armii Krajowej powołała Szefostwo Produkcji Konspiracyjnej nadzorujące konspiracyjną produkcję broni. Na jego polecenie rozpoczęto produkcję kilku rodzajów broni, w tym miotaczy ognia.
Wśród kilku typów tego rodzaju broni najpopularniejszy był tak zwany wzór K. Był przeznaczony dla pododdziałów saperskich i miał służyć do niszczenia pojazdów pancernych oraz zwalczania stanowisk broni ciężkiej. Sekcja każdego miotacza ognia składała się z czterech osób: dowódcy, miotaczowego i dwóch amunicyjnych (każdy z amunicyjnych przenosił jedną butlę ze sprężonym powietrzem i dwie bańki z mieszaniną zapalającą).
Liczba wyprodukowanych egzemplarzy jest trudna do oszacowania. Wiadomo na przykład, że w warsztacie Antoniego Więckowskiego mieszczącym się przy ulicy Senatorskiej w Warszawie wykonano do wybuchu powstania warszawskiego około 400 sztuk tej broni.
Wiosną 1944 roku Niemcy wykryli dużą część tajnych składów broni AK. Wśród utraconej broni znalazła się większość wyprodukowanych miotaczy ognia. Dlatego w momencie wybuchu powstania w rękach żołnierzy AK znajdowało się tylko około 30 miotaczy ognia, które wykorzystywano na najbardziej zagrożonych odcinkach obrony. Najczęściej poszczególne sekcje działały pojedynczo, ale powstała także kompania miotaczy ognia (w składzie Zgrupowania „Leśnik” pułkownika Jana Szypowskiego). Początkowo liczyła ona cztery sekcje, później wraz z dostarczaniem kolejnych miotaczy formowano kolejne. Kompania miotaczy ognia brała udział w walkach na Muranowie i Starym Mieście (szczególnie zacięte walki toczyły się wewnątrz budynku Polskiej Wytwórni Papierów Wartościowych – PWPW).

## Opis techniczny
Głównymi częściami miotacza ognia wzór K były:
- zbiornik mieszanki zapalającej o pojemności 15 litrów składający się z dwóch stalowych, cylindrycznych butli (wysokość 45 cm, średnica 16 cm),
- butla na sprężone powietrze o pojemności 6 litrów (wysokość 60 cm, średnica 12 cm),
- zawór odcinający butlę ze sprężonym powietrzem od zbiornika mieszaniny zapalającej,
- wąż łączący zbiornik mieszanki zapalającej z prądownicą,
- prądownica o długości 114 cm wyposażona w zawór,
- urządzenie zapalające u wylotu prądownicy, składające się z blaszanego kosza oplecionego sznurkiem azbestowym lub konopnym nasyconym substancją palną,
- gasidło (blaszana puszka służąca do gaszenia urządzenia zapalającego po akcji, nakładana na to urządzenie).

Mieszanina zapalająca składała się z oleju napędowego (75%) i benzyny (25%), w zimie zalecano zwiększenie zawartości benzyny do 30–35%. W celu przygotowania miotacza do strzału należało odkręcić zawór odcinający i zapalić urządzenie zapalające. Po wycelowaniu miotaczowy otwierał zawór na prądownicy, co powodowało wytrysk mieszaniny zapalającej. Zalecanym rodzajem ognia były krótkie około sekundowe „strzały”. Po opróżnieniu zbiornik był ponownie napełniany mieszaniną zapalającą przez amunicyjnych (jednocześnie wymieniano butlę ze sprężonym powietrzem), co zajmowało około cztery minuty.
Produkowane w konspiracyjnych warunkach miotacze ognia sprawdziły się w walce. Ich największą wadą był brak zaworu redukcyjnego zapewniającego stałe ciśnienie wewnątrz zbiornika z mieszaniną zapalającą. W rezultacie, w miarę opróżniania zbiornika spadało ciśnienie i w konsekwencji zasięg „strzałów”.

## Dane taktyczno-techniczne
| Typ                                                                 | wzór K    |
| ------------------------------------------------------------------- | --------- |
| Zasięg miotania                                                     | 25 m      |
| Maksymalna ilość strzałów                                           | 30        |
| Masa miotacza z pełnym zbiornikiem mieszaniny zapalającej           | 25,6 kg   |
| Masa zbiornika cieczy zapalającej pustego/pełnego                   | 8,5/20 kg |
| Ciśnienie w zbiorniku cieczy zapalającej i butli początkowe/końcowe | 25/12 atm |